# Arabisk oryx
Arabisk oryx (Oryx leucoryx), är den minsta av fyra arter antiloper i släktet Oryx. Den är en medelstor antilop, med en tydlig knöl på främre ryggen, raka långa horn och en tofs på svansen. Den förekommer i sandig och stenig öken på Arabiska halvön. Arten utrotades i det vilda i början av 1970-talet, främst på grund av jakt. Ett lyckat avelsprogram på oryxer i fångenskap räddade dock arten och i början av 1980-talet återintroducerades de första individerna och idag finns det cirka 1000 individer i det fria.

## Utseende
Arabisk oryx är en medelstor antilop med en mankhöjd på mellan 80 och 100 cm och en vikt på upp till 70 kg. Den har en tydlig knöl på främre ryggen, raka långa horn och en tofs på svansen. Pälsen på kroppen är vit och den har mörka ben och en karaktäristisk mörk teckning på huvudet.
De nästan helt raka hornen som är 60 till 150 cm långa förekommer hos hanar och honor. Kroppslängden (huvud och bål) varierar mellan 153 och 235cm och svansen är 45 till 90 cm lång.

## Utbredning
Arabisk oryx fanns ursprungligen över nästan hela den Arabiska halvön, så långt norrut som Kuwait och Irak. I början av 1970 dödades den sista vilda individen men efter ett lyckat avelsprogram på djur i fångenskap så har arten återintroducerats i det vilda. Den största populationen finns i Mahazat as Sayd, Saudiarabien men den förekommer även i Oman, Qatar, Bahrain, Förenade arabemiraten, Israel och Jordanien.

## Ekologi
Den arabiska oryxen lever i sandig och stenig öken. Den lever främst av gräs, men äter utöver detta en stor variation växter som blad av träd och buskar men även knoppar, örter, frukt, rotknölar och rötter. Hjordar följer ofta regnväder för att äta av de nya plantorna som växer i dess spår. Arabisk oryx har förmågan att leva flera dagar utan vatten, och kan klara sig i flera veckor utan vatten. Sitt behov av vätska täcker den ibland genom att slicka dagg eller andra vattendroppar som hänger i pälsen av andra individer. Bara dräktiga honor behöver vatten varje dag. Honor och ungdjur lever, liksom de andra oryxantiloperna, i mindre hjordar som strövar omkring sökandes efter bete och vatten. Varje grupp består av ungefär fem individer och har ett revir av cirka 3 000 km². Hanar lever ensamma med ett upp till 450 km² stort territorium som de försvarar mot artfränder av samma kön. Arten är väl anpassad för ett liv i öknen. Pälsens färg reflekterar solljuset och vid vattenbrist och hög lufttemperatur kan djuret öka sin kroppstemperatur till 46,5 °C utan någon skada. Hjordarna vandrar vanligen på natten och vilar på dagen.
Honor kan vara dräktiga under alla årstider men i Oman och Jordanien föds de flesta ungar mellan oktober och maj. Efter cirka 240 dagar dräktighet föds en unge. Ungen diar sin mor i 4,5 månader. Honor i fångenskap blev könsmogna efter 2,5 till 3,5 år. Arabisk oryx kan leva cirka 20 år.

## Status och hot
Den vilda populationen av arabisk oryx utrotades 1972. Ökad jakt under slutet av 1800-talet och mycket intensiv jakt under början av 1900-talet, med moderna fordon och vapen, var främsta orsaken till dess tillbakagång. På 1960-talet fanns det bara några hundra vilda arabiska oryxar kvar.
Situationen för den arabiska oryxen uppmärksammades av naturvårdsorganisationer i sista stund. Ett uppfödningsprogram, baserat på ett fåtal infångade vilda individer och på några exemplar som fanns i djurparker, startades vid Phoenix Zoo. Den första återintroducereringen i det vilda skedde i Oman 1982 i det så kallade Arabiska oryxreservatet.
I Oman nådde populationen sin högsta nivå med cirka 450 individer. På grund av illegal jakt, både för att döda men även för att säljas levande till samlare, och på grund av att reservatets yta reducerades kraftigt så har populationen idag minskat till 50 individer. Tidigare var reservatet ett av Unescos världsarv men 2007 togs denna status bort på grund av Omans beslut att minska reservatet med 90 procent. Detta var första gången som ett världsarv förlorat sin status.
Trots detta har arten gått från att kategoriseras som utdöd i vilt tillstånd (EW) 1972 till starkt hotad (EN) 2008. 2011 uppskattades den återintroducerade populationen på Arabiska halvön uppgå till cirka 1000 individer varför den numera kategoriseras som sårbar (VU). Denna återhämtning gör arten unik i världen. Utöver det tusentalet individer som förekommer i det vilda finns det ungefär 6000-7000 individer i fångenskap i avelsprogrammet.